# Magda Olivero
Magda Olivero (født som Maria Maddalena Olivero den 25. marts 1910 i Saluzzo, Italien, død 8. september 2014) var en italiensk sopran-operasangerinde, som blev anset for at være en af verdens bedste[kilde mangler].